# Sporisorium loudetiae-pedicellatae
Sporisorium loudetiae-pedicellatae är en svampart som beskrevs av Vánky & C. Vánky 1997. Sporisorium loudetiae-pedicellatae ingår i släktet Sporisorium och familjen Ustilaginaceae.   Inga underarter finns listade i Catalogue of Life.